# Ubisoft

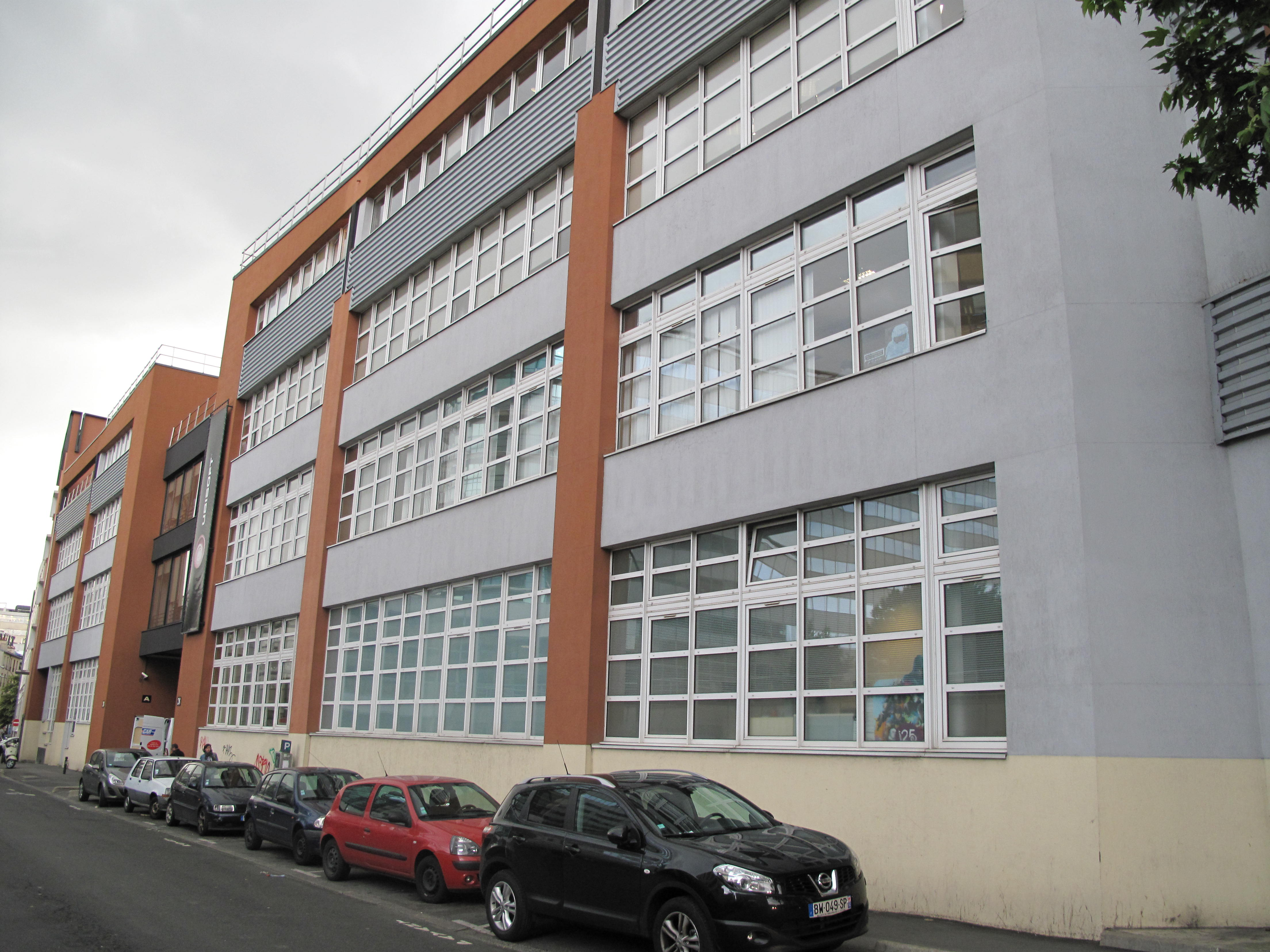
Офис компании в Монтрёй

Ubisoft Entertainment SA (ранее Ubi Soft Entertainment SA) — французская компания, специализирующаяся на разработке и издании компьютерных игр, главный офис которой располагается в Сен-Манде, Франция. Компания включает в себя студии в более чем в 20 странах, среди них США, Канада, Испания, Китай, Германия, Болгария, Украина, Румыния и Италия. Ubisoft является одним из крупнейших игровых издателей в Европе. По состоянию на сентябрь 2020 года Ubisoft является девятой по величине публичной компанией производителем компьютерных игр в мире с точки зрения доходов и рыночной капитализации после Konami, Electronic Arts, Bandai Namco, Activision Blizzard, Sega, Nintendo, Microsoft, Sony и первой в Европе.

## История
До появления Ubisoft в начале 1980-х пятеро братьев Гиймо (фр. Guillemot) — Кристиан, Клод, Жерар, Мишель и Ив — основали компанию Guillemot Informatique, занимавшейся дистрибуцией во Франции через почтовые заказы компьютерного оборудования и программ, произведённых в Великобритании. Бизнес рос, принеся к 1984 году доход в 40 млн франков. С ростом спроса братья обратили внимание, что доход от компьютерных игр является наиболее весомой долей в их бизнесе. Вместо того, чтобы продолжать заниматься дистрибуцией игр сторонних разработчиков, братья решили заняться также разработкой и издательством собственных игр. В 1986 году они основали французскую компанию под названием Ubi Soft Entertainment SA.
Первой игрой, выпущенной компанией в том же году, стала Zombi, отличающаяся новаторством сочетания жанра приключенческого боевика c иконковым интерфейсом, за что получила признание критиков. Ив Гиймо скоро наладил дела с Electronic Arts, Sierra On-Line и Microprose на издание их игр во Франции. В конце десятилетия Ubisoft расширилась на другие игровые рынки, включая США, Великобританию и Германию. Компания переживала стремительный рост и к 1989 году её выручка составила 10 млн долларов США.
В 1994 году Ubisoft открыли свою студию по разработке игр в Монреале (Канада), которая позже стала их главным офисом. В этом же году Мишель Ансель создал игру Rayman, главный персонаж которой, Рэйман, появляется в играх Ubisoft до сих пор. В 1996 году Ubisoft открыла дополнительные офисы в Шанхае и Монреале.
В 2000 году Ubisoft приобрела американскую студию Red Storm Entertainment, разработчика игр по мотивам книг Тома Клэнси. В 2001 году компания приобрела Blue Byte Software, известную по серии The Settlers. В 2003 году покупает права на популярный бренд Меч и Магия и его ответвления, в частности Меч и Магия: Герои. 5 октября 2009 года Ubisoft приобретает маленькую студию Nadeo, основанную в 2000 году, которая известна по проектам TrackMania, Virtual Skipper, ShootMania и QuestMania. В 2003 году сотрудники компании работали уже в 22 странах. Ubisoft создала несколько успешных и награждённых призами игр, среди которых Assassin’s Creed, Tom Clancy’s Splinter Cell, Prince of Persia: The Sands of Time, XIII, FarCry 2, Rayman 3: Hoodlum Havoc, Tom Clancy’s Rainbow Six 3: Raven Shield и Beyond Good & Evil.
Доход Ubisoft в 2002—2003 годах составил € 453 млн; за 2003—2004 — €508 млн. По данным на 2004 год в Ubisoft работало 2350 человек.
В начале 2000 года Ubisoft пытались выйти на рынок онлайновых игр, спродюсировав Uru: Ages Beyond Myst, The Matrix Online, и европейские и китайские операции над EverQuest. В феврале 2004 Ubisoft отменяют поддержку Uru и отказываются от издания The Matrix Online. Через неделю компания анонсирует покупку студии Wolfpack Studios, разработчиков MMORPG Shadowbane, и в июле 2004 года в Tom Clancy’s Splinter Cell: Pandora Tomorrow, выпущенном на Xbox и PlayStation 2, появляется революционный мультиплеерный режим.
20 декабря 2004 года Electronic Arts приобрела 19,9 % фирмы.
В течение второй половины 2000-х годов продолжил приобретать и создавать новые студии по всем миру. В марте 2005 года была приобретена MC2-Microids (Microids Canada), влившаяся в Ubisoft Montreal. В июле компания приобрела права на серию Driver у Atari в июле 2006 за €19 миллионов, выкупив также разработчиков серии Reflections Interactive. 11 апреля 2007 приобретена Sunflowers Interactive Entertainment Software, известная игровой серией Anno. 29 апреля 2008 объявлено об учреждении украинского подразделения — Ubisoft Ukraine.
3 мая 2011 года компания создала киностудию Ubisoft Motion Pictures, которая будет делать фильмы по играм.
2 октября 2014 года на ежегодной игровой выставке Игромир исполнительный директор компании Ubisoft Алан Корр официально объявил о создании офиса в России, который называется Ubisoft Russia. Офис российского представительства находится на Пресненской набережной в Москве.
31 января 2020 года Ubisoft купила 75 % акций Kolibri Games — студии, которая занимается разработкой инкрементальных игр.
15 октября 2020 года операторы вымогательского ПО Egregor выложили в открытый доступ данные, по их словам, похищенные из внутренних компьютерных сетей двух крупнейших производителей игр — Ubisoft (20 Мб) и Crytek (300 Мб). Киберпреступники опубликовали файлы, свидетельствующие о наличии у них принадлежащего компании исходного кода игры Watch Dogs.
В марте 2022 года Ubisoft столкнулась с «инцидентом кибербезопасности», который временно нарушил работу некоторых игр, систем и сервисов. Предположительной хакерской группировкой, атаковавшей сервисы компании, являлась LAPSUS$, ранее взломавшая Nvidia и Samsung.

## Студии
| Студия                   | Местонахождение                   | Основана | Приобретена | Прим.  |
| ------------------------ | --------------------------------- | -------- | ----------- | ------ |
| 1492 Studio              | Франция: Вайокес                  | 2014     | 2018        | [ 20 ] |
| Green Panda Games        | Франция: Париж                    | 2013     | 2019        | [ 21 ] |
| Hybride Technologies     | Канада: Квебек                    | 1991     | 2008        |        |
| i3D.net                  | Нидерланды: Роттердам             | 2002     | 2019        | [ 22 ] |
| Ivory Tower              | Франция: Виллёрбан                | 2007     | 2015        |        |
| Ketchapp                 | Франция: Париж                    | 2014     | 2016        | [ 23 ] |
| Kolibri Games            | Германия: Берлин                  | 2016     | 2020        | [ 24 ] |
| Massive Entertainment    | Швеция: Мальмё                    | 1997     | 2008        |        |
| Nadeo                    | Франция: Париж                    | 2000     | 2009        |        |
| Owlient                  | Франция: Париж                    | 2005     | 2011        |        |
| Red Storm Entertainment  | США: Северная Каролина, Кэри      | 1996     | 2000        |        |
| RedLynx                  | Финляндия: Хельсинки              | 2000     | 2011        |        |
| Ubisoft Abu Dhabi        | ОАЭ: Абу-Даби                     | 2011     | —           |        |
| Ubisoft Annecy           | Франция: Анси                     | 1996     | —           |        |
| Ubisoft Barcelona        | Испания: Барселона                | 1998     | —           |        |
| Ubisoft Barcelona Mobile | Испания: Барселона                | 2002     | 2013        |        |
| Ubisoft Belgrade         | Сербия: Белград                   | 2016     | —           | [ 25 ] |
| Ubisoft Berlin           | Германия: Берлин                  | 2018     | —           | [ 26 ] |
| Ubisoft Bordeaux         | Франция: Бордо                    | 2017     | —           | [ 27 ] |
| Ubisoft Bucharest        | Румыния: Бухарест                 | 1992     | —           |        |
| Ubisoft Chengdu          | Китай: Чэнду                      | 2008     | —           |        |
| Ubisoft Düsseldorf       | Германия: Дюссельдорф             | 1988     | 2001        | [ 28 ] |
| Ubisoft Da Nang          | Вьетнам: Дананг                   | 2019     | —           | [ 29 ] |
| Ubisoft Halifax          | Канада: Галифакс                  | 2003     | 2015        |        |
| Ubisoft Kyiv             | Украина: Киев                     | 2008     | —           |        |
| Ubisoft Milan            | Италия: Милан                     | 1998     | —           |        |
| Ubisoft Montpellier      | Франция: Монпелье                 | 1994     | —           |        |
| Ubisoft Montreal         | Канада: Монреаль                  | 1997     | —           |        |
| Ubisoft Mumbai           | Индия: Мумбаи                     | 2018     | —           | [ 30 ] |
| Ubisoft Odesa            | Украина: Одесса                   | 2018     | —           | [ 30 ] |
| Ubisoft Paris            | Франция: Париж                    | 1992     | —           |        |
| Ubisoft Paris Mobile     | Франция: Париж                    | 2013     | —           |        |
| Ubisoft Philippines      | Филиппины: Лагуна                 | 2016     | —           |        |
| Ubisoft Pune             | Индия: Пуна                       | 2000     | 2008        |        |
| Ubisoft Quebec           | Канада: Квебек                    | 2005     | —           |        |
| Ubisoft Reflections      | Великобритания: Ньюкасл-апон-Тайн | 1984     | 2006        |        |
| Ubisoft Saguenay         | Канада: Сагеней                   | 2018     | —           |        |
| Ubisoft Shanghai         | Китай: Шанхай                     | 1996     | —           |        |
| Ubisoft Singapore        | Сингапур                          | 2008     | —           |        |
| Ubisoft Sofia            | Болгария: София                   | 2006     | —           |        |
| Ubisoft Stockholm        | Швеция: Стокгольм                 | 2017     | —           |        |
| Ubisoft Toronto          | Канада: Торонто                   | 2010     | —           |        |
| Ubisoft Winnipeg         | Канада: Виннипег                  | 2018     | —           |        |

### Закрытые
| Студия                 | Местонахождение               | Основана | Приобретена | Закрыта | Прим.                |
| ---------------------- | ----------------------------- | -------- | ----------- | ------- | -------------------- |
| Game Studios           | США: Лос-Анджелес             | 2001     | 2001        | 2001    | [ 31 ] [ 32 ] [ 33 ] |
| Microïds Canada        | Канада: Монреаль              | —        | 2005        | 2005    | [ 34 ]               |
| Related Designs        | Германия: Майнц               | 1995     | 2013        | 2014    | [ 35 ] [ 36 ]        |
| Sinister Games         | США: Чапел-Хилл               | 1997     | 2000        | 2003    | [ 37 ] [ 38 ] [ 39 ] |
| Southlogic Studios     | Бразилия: Порту-Алегри        | 1996     | 2009        | 2009    | [ 40 ]               |
| Sunflowers Interactive | Германия: Хойзенштамм         | 1993     | 2007        | 2007    | [ 41 ]               |
| THQ Montreal           | Канада: Монреаль              | 2010     | 2013        | 2013    | [ 42 ] [ 43 ]        |
| Tiwak                  | Франция: Монпелье             | 2000     | 2003        | 2011    | [ 44 ] [ 45 ] [ 46 ] |
| Ubi Studios            | Великобритания: Оксфорд       | —        | 2000        | —       | [ 38 ] [ 47 ] [ 48 ] |
| Ubisoft Casablanca     | Марокко: Касабланка           | 1998     | —           | 2016    | [ 49 ]               |
| Ubisoft Leamington     | Великобритания: Лимингтон-Спа | 2002     | 2017        | 2025    | [ 50 ]               |
| Ubisoft London         | Великобритания: Лондон        | 2009     | 2013        | 2023    | [ 51 ] [ 52 ]        |
| Ubisoft Osaka          | Япония: Осака                 | 1996     | 2008        | 2024    | [ 53 ]               |
| Ubisoft San Francisco  | США: Сан-Франциско            | 2009     | —           | 2024    | [ 53 ]               |
| Ubisoft Sao Paulo      | Бразилия: Сан-Паулу           | 2008     | —           | 2010    | [ 54 ] [ 55 ]        |
| Ubisoft Vancouver      | Канада: Ванкувер              | 2006     | 2009        | 2012    | [ 56 ] [ 57 ]        |
| Ubisoft Zurich         | Швейцария: Тальвиль           | 2011     | —           | 2013    | [ 58 ] [ 59 ]        |
| Wolfpack Studios       | США: Раунд-Рок                | 1999     | 2004        | 2006    | [ 60 ] [ 61 ] [ 62 ] |

## Технологии

### Ubisoft Connect
С выпуском Assassin’s Creed II в 2009 году Ubisoft запустила игровую сеть Uplay. В 2020 году Uplay была переименована в Ubisoft Connect в которую можно зайти в игре или на официальном сайте. Ubisoft Connect позволяет игрокам общаться с другими игроками и получать вознаграждения (rewards) за баллы, выдаваемые за выполнение определённых достижений (называемых «Actions») в играх с поддержкой Ubisoft Connect . Поддерживает создание списков друзей, покупку игр через внутренний магазин или их активацию посредством цифровых ключей.

### Ubisoft Anvil
Ubisoft Anvil (до 2009 Scimitar Engine, до 2020 AnvilNext) — проприетарный игровой движок, полностью разработанный Ubisoft Montreal в 2007 году для разработки первой игры Assassin’s Creed, который с тех пор был расширен и использовался почти во всех последующих играх Assassin’s Creed и других играх Ubisoft.

### Dunia Engine
Dunia Engine — это программная ветвь CryEngine, изначально разработанная Crytek, с модификациями, внесёнными Ubisoft Montreal. CryEngine был уникальным в то время, так как мог отображать большие наружные пространства. Crytek создала демоверсию своего движка под названием X-Isle: Dinosaur Island, которую они продемонстрировали на E3 1999. Ubisoft увидела демоверсию и попросила Crytek перестроить демо в полноценную игру, которой стала Far Cry в 2004 году. В том же году Electronic Arts заключила сделку с Crytek о создании совершенно другой игры с улучшенной версией CryEngine, в результате чего они не смогли продолжить работу над Far Cry. Ubisoft поручила Ubisoft Montreal разработать консольные версии Far Cry и договорилась с Crytek о получении всех прав на серию Far Cry, а также бессрочной лицензии на CryEngine.
При разработке Far Cry 2 Ubisoft Montreal модифицировали CryEngine, включив в него разрушаемую среду и более реалистичный физический движок. Этой модифицированной версией стала Dunia Engine, премьера которой состоялась вместе с Far Cry 2 в 2008 году. Движок Dunia продолжал совершенствоваться (в том числе добавлялись погодные эффекты) и использоваться в качестве основы для всех будущих игр Far Cry, а также для James Cameron’s Avatar: The Game, также разработанного Ubisoft Montreal.
Ubisoft впервые представила движок Dunia Engine 2 в Far Cry 3 в 2012 году, который был разработан с целью повышения производительности игр на основе Dunia на консолях, и для добавления более сложных функций рендеринга, таких как глобальное освещение.
По словам Реми Квенина, одного из разработчиков движка в Ubisoft Montreal, по состоянию на 2017 год Dunia Engine включает в себя «растительность, симуляцию пожара, разрушаемость, транспортные средства, системный искусственный интеллект, дикую природу, разнообразные погодные эффекты, дневные/ночные циклы и нелинейное повествование», которые являются основными элементами игр Far Cry, в то время как небольшая часть исходного кода CryEngine осталась в текущей версии Dunia Engine.

### Disrupt
Игровой движок Disrupt был разработан Ubisoft Montreal и используется в играх серии Watch Dogs. Большая часть движка была построена с нуля и использует агрессивно многопоточный рендерер, работающий на полностью отложенном физическом конвейере рендеринга и с некоторыми технологическими нововведениями для обеспечения более продвинутых визуальных эффектов.

### Snowdrop
Игровой движок Snowdrop был разработан Massive Entertainment для игры Tom Clancy’s The Division. Ядро игрового движка работает на «системе на основе узлов», которая упрощает процесс подключения различных систем, таких как рендеринг, искусственный интеллект, сценарии миссий и пользовательский интерфейс. Движок также использовался в Tom Clancy’s The Division 2 и в других играх Ubisoft, таких как South Park: The Fractured But Whole, Starlink: Battle for Atlas и Mario + Rabbids: Kingdom Battle. Движок также будет использоваться в грядущей игре Massive, основанной на «Аватаре» Джеймса Кэмерона, и готов к следующему поколению консолей.